# Nen Hithoel
Nen Hithoel (Sindarijns: Meer van Vele Nevels) is een fictief meer uit In de ban van de ring van J.R.R. Tolkien.
Nen Hithoel is gelegen in de rivier de Anduin en wordt omringd door de heuvels van de Emyn Muil. De Anduin stroomt vanuit het noorden langs de Argonath Nen Hithoel binnen om vervolgens 30 kilometer zuidelijker via de Watervallen van Rauros het meer weer te verlaten. Aan de zuidkant van het meer, ter hoogte van de Watervallen van Rauros, liggen drie heuvels.
In het midden van de Watervallen ligt de onbegaanbare heuvel Tol Brandir, aan de oostkant van de Watervallen ligt Amon Lhaw en aan de westkant Amon Hen. Aan de westkant van Nen Hithoel, net iets ten noorden van Amon Hen, ligt Parth Galen, een groot grasland.
Het Reisgenootschap van de Ring bereikte Nen Hithoel op 25 februari in het jaar 3019 van de Derde Era en bracht de nacht door in Parth Galen. De volgende dag sneuvelde Boromir en werd het reisgenootschap uiteengeslagen.